# پروانه مالایایی
پروانه مالایایی (نام علمی: Jamides aratus) از گونه‌های آسیایی جنوب‌شرقی است که در سال ۱۷۸۱ توصیف علمی شد. زیستگاه این پروانه مالزی شبه‌جزیره‌ای، سنگاپور و بیشتر خاک اندونزی است. این گونه در خانواده پرنیان‌بالان قرار دارد.